# 名田ユタカ
名田 ユタカ（なだ ゆたか、男性、1974年1月27日 - 2019年11月23日）は、日本の脚本家、小説家。旧名：名田寛（読みは同じ）
明治学院大学卒。在学中は文芸部所属。過去に、ゲームデザイナーや翻訳家としても活動。ベック、ボンズを経て、現在はフリーの脚本家。

## 主な作品

### テレビアニメ
- 機巧奇傳ヒヲウ戦記 （2000年）脚本
- 機動天使エンジェリックレイヤー  （2001年）文芸
- スクラップド・プリンセス （2003年）脚本
- 絢爛舞踏祭 ザ・マーズ・デイブレイク （2004年）脚本（登場キャラクターのモデルにも採用される）
- タマ&フレンズ 探せ!魔法のプニプニストーン （2006年）脚本
- うたわれるもの （2006年）脚本
- School Days （2007年）脚本
- タユタマ -Kiss on my Deity- （2009年）脚本
- パズドラクロス （2016年）脚本

### ゲーム
- カウボーイビバップ （1998年）ゲームデザイン（敵の出現パターンを作成）

### ドラマCD
- ひぐらしのなく頃に 語咄し編2 （2008年）脚本